# Woolwich Crown Court
Woolwich Crown Court, på 2 Belmarsh Road, Thamesmead, är en av 12 allmänna domstolar som finns i London. 
Den har sju domstolssalar . Där handläggs mer än 750 mål om året.
Till nyligen hade alla terroristmål i London handlagts i Old Bailey men numera handläggs de i Woolwich Crown Court, som har hög säkerhetsnivå. Domstolsbyggnaden är nära förenad med säkerhetsanstalten Belmarsh. 
Två domstolssalar har byggts om för att komplicerade terroristmål med flera inblandade ska kunna handläggas. 
En tunnel leder direkt till domstolen från Belmarsh, vilket ger maximal säkerhet.
2007 handlades målet mot de sex män som åtalats för att ha försökt utföra terrorattentat mot tre tunnelbanestationer och en buss i London den 21 juli 2005. 
Här handlades också målet mot dem som åtalats för försök till självmordssprängningar av sju passagerarflygplan 2006. 
Brittiske medborgaren, muslimen Abdulla Ahmed Ali dömdes till 40 års fängelse och sex andra brittiska muslimer dömdes för planläggning.